# グルーモ・ネヴァーノ
グルーモ・ネヴァーノ（イタリア語: Grumo Nevano）は、イタリア共和国カンパニア州ナポリ県にある、人口約1万8000人の基礎自治体（コムーネ）。

## 地理

### 位置・広がり
ナポリ中心部からの北へ10kmの距離にある。

#### 隣接コムーネ
隣接するコムーネは以下の通り。括弧内のCEはカゼルタ県所属を示す。
- アルツァーノ
- カザンドリーノ
- フラッタマッジョーレ
- サンタンティモ
- サンタルピーノ (CE)